# Beverungen

Beverungen est une ville de Rhénanie-du-Nord-Westphalie (Allemagne), située dans l'arrondissement de Höxter, dans le district de Detmold, dans le Landschaftsverband de Westphalie-Lippe.

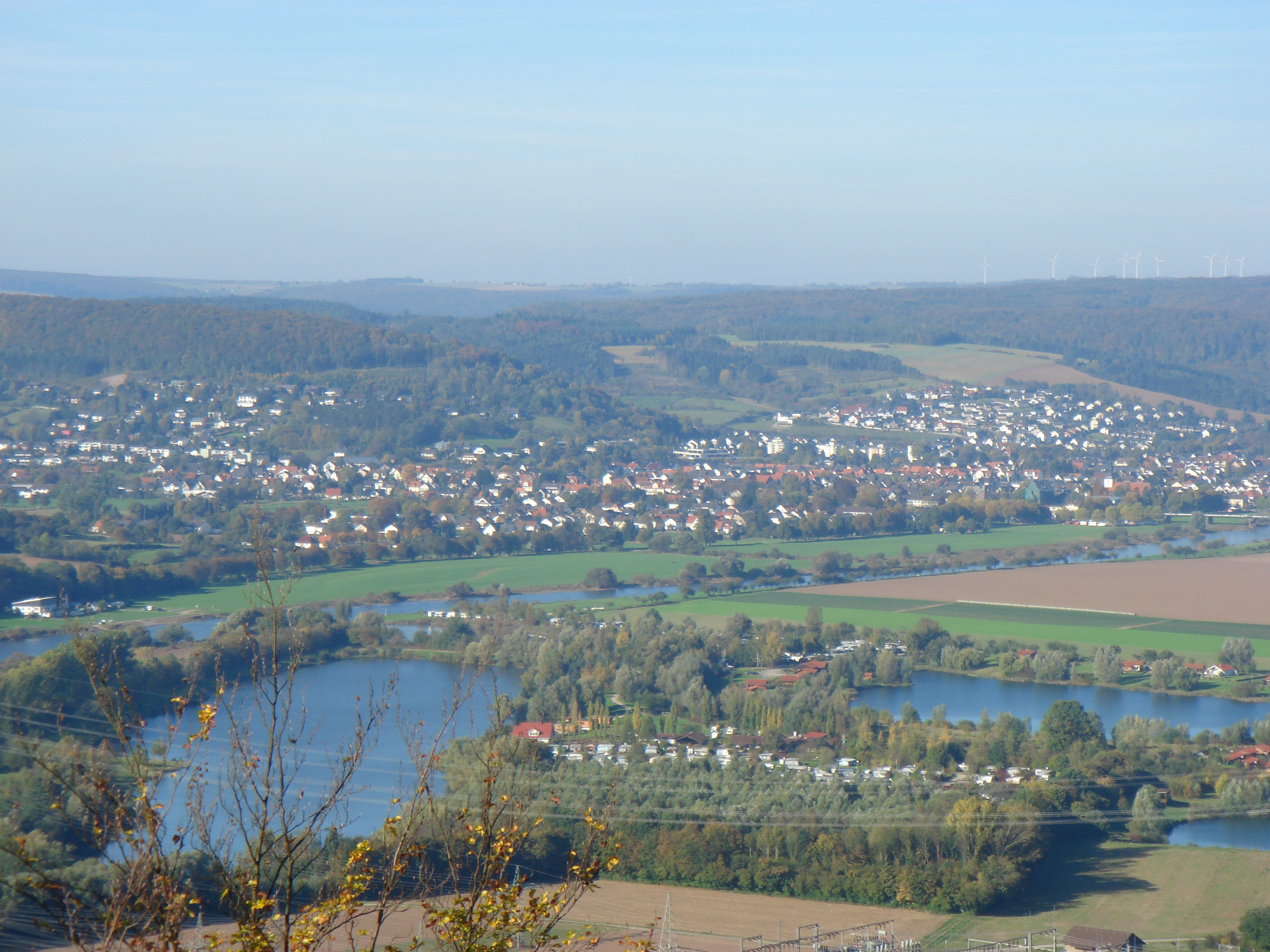
Vue de Beverungen

## Histoire
La commune est jumelée à celle de Mers-les-Bains (France - Somme) depuis 1964.

## Population
La population des différents secteurs (il s'agit des anciennes communes qui ont été regroupées) de Beverungen était approximativement la suivante en 2001 :
| Secteurs   | Population |
| ---------- | ---------- |
| Amelunxen  | 1 300      |
| Beverungen | 6 550      |
| Blankenau  | 300        |
| Dalhausen  | 2 000      |
| Drenke     | 400        |
| Haarbrück  | 550        |
| Herstelle  | 1 000      |
| Jakobsberg | 300        |
| Rothe      | 200        |
| Tietelsen  | 250        |
| Wehrden    | 950        |
| Würgassen  | 1 000      |
| Total      | 14 800     |

Au recensement du 31 décembre 2016, la population totale est de 13 313 habitants.

## Religion
La ville fait partie d'une région traditionnellement catholique et appartient au diocèse de Paderborn.

### Églises catholiques
- Saint-Jean-Baptiste, XVIIe siècle
- Saints-Pierre-et-Paul (à Amelunxen)

### Églises évangéliques-luthériennes
- Saint-Georges XIIe siècle
- Communauté de Beverungen

## Personnalités liées à la ville
- Odon Casel (1886-1948), théologien mort à l'abbaye de Herstelle.
- Dieter Gieseler (1941-2008), coureur cycliste mort à Amelunxen.